# Eilema vicara
Eilema vicara är en fjärilsart som beskrevs av Embrik Strand 1922. Eilema vicara ingår i släktet Eilema och familjen björnspinnare. Inga underarter finns listade i Catalogue of Life.